# 천안 광덕사 고려사경
《천안 광덕사 고려사경》(天安 廣德寺 高麗寫經)은 대한민국 충청남도 천안시 광덕사에 전해지는, 《묘법연화경》을 베껴 쓴 사경(寫經) 6첩이다. 대한민국의 보물 제390호로 지정되어 있다.
문화재 지정 사경은 《감지은니묘법연화경》권2, 4, 5, 6과 서로 다른 두 권의 《상지은니묘법연화경》권4 등 모두 6첩이다. 제작 시기는 고려말에서 조선초이며, 6첩 모두 병풍처럼 펼쳐서 볼 수 있는 형태이다.

## 개요
천안 광덕사 고려사경(天安 廣德寺 高麗寫經)은 충남 천안 광덕사에 전해지는 사경(寫經) 6첩이다. 사경이란 불경의 내용을 정성스럽게 옮겨 적고, 화려하게 장식하여 꾸민 것을 말한다. 고려말에서 조선초에 쓰여진 것으로 보이는 이 책들은 모두 묘법연화경을 옮겨 적은 것이다.
묘법연화경은 줄여서 ‘법화경’이라고 부르기도 하는데, 천태종의 근본경전으로 화엄종과 함께 우리나라 불교사상 확립에 중요한 영향을 끼친 경전이다.
『감지은니묘법연화경』권2, 3, 4, 5는 병풍처럼 펼쳐서 볼 수 있는 형태로 되어 있으며, 접었을 때의 크기가 세로 42cm, 가로 14.5cm이다. 표지에는 금색으로 그려진 화려한 꽃무늬와 제목이 있고, 각 권의 첫머리에는 불경의 내용을 요약하여 묘사한 변상도(變相圖)가 금색으로 그려져 있다.
『상지은니묘법연화경』권4 역시 병풍처럼 펼쳐서 볼 수 있는 형태로 되어 있으며, 접었을 때의 크기는 세로 33.3cm, 가로 11.4cm이다. 표지는 원래 붉은색이었으나 색이 바래서 다갈색으로 보이고, 검은색으로 변색된 글씨는 솜씨가 매우 뛰어나다. 권의 첫머리에는 불경의 내용을 요약하여 묘사한 변상도가 금색으로 그려져 있다.
또다른『상지은니묘법연화경권』권4는 같은 형태이지만, 크기가 세로34cm, 가로 12.5cm로 다르다. 권의 첫머리에 있는 변상도는 다른 것보다 선이 조금 굵은 편이고, 글씨는 약간 떨어진다.

## 지정번호 변경
2007년 10월 24일 보물 제390호 《광덕사 고려사경》 중 《감지은니묘법연화경 권2, 4, 5, 6》이 보물 제269-2호로 지정되었다.
| 기존번호      | 문화재명                        | 세부목록                        | 변경번호       | 수량 | 소장처                       | 지정일     |
| ------------- | ------------------------------- | ------------------------------- | -------------- | ---- | ---------------------------- | ---------- |
| 보물<제390호> | 광덕사고려사경 (廣德寺高麗寫經) | 감지은니묘법연화경 권2, 4, 5, 6 | 보물 제269-2호 | 4첩  | 불교중앙박물관 (소유:광덕사) | 1963.09.02 |
| 보물<제390호> | 광덕사고려사경 (廣德寺高麗寫經) | 다지은니법화경 권4              | 제390호유지    | 1첩  | 불교중앙박물관 (소유:광덕사) | 1963.09.02 |
| 보물<제390호> | 광덕사고려사경 (廣德寺高麗寫經) | 다지은니묘법연화경 권4          | 제390호유지    | 1첩  | 불교중앙박물관 (소유:광덕사) | 1963.09.02 |

## 사진

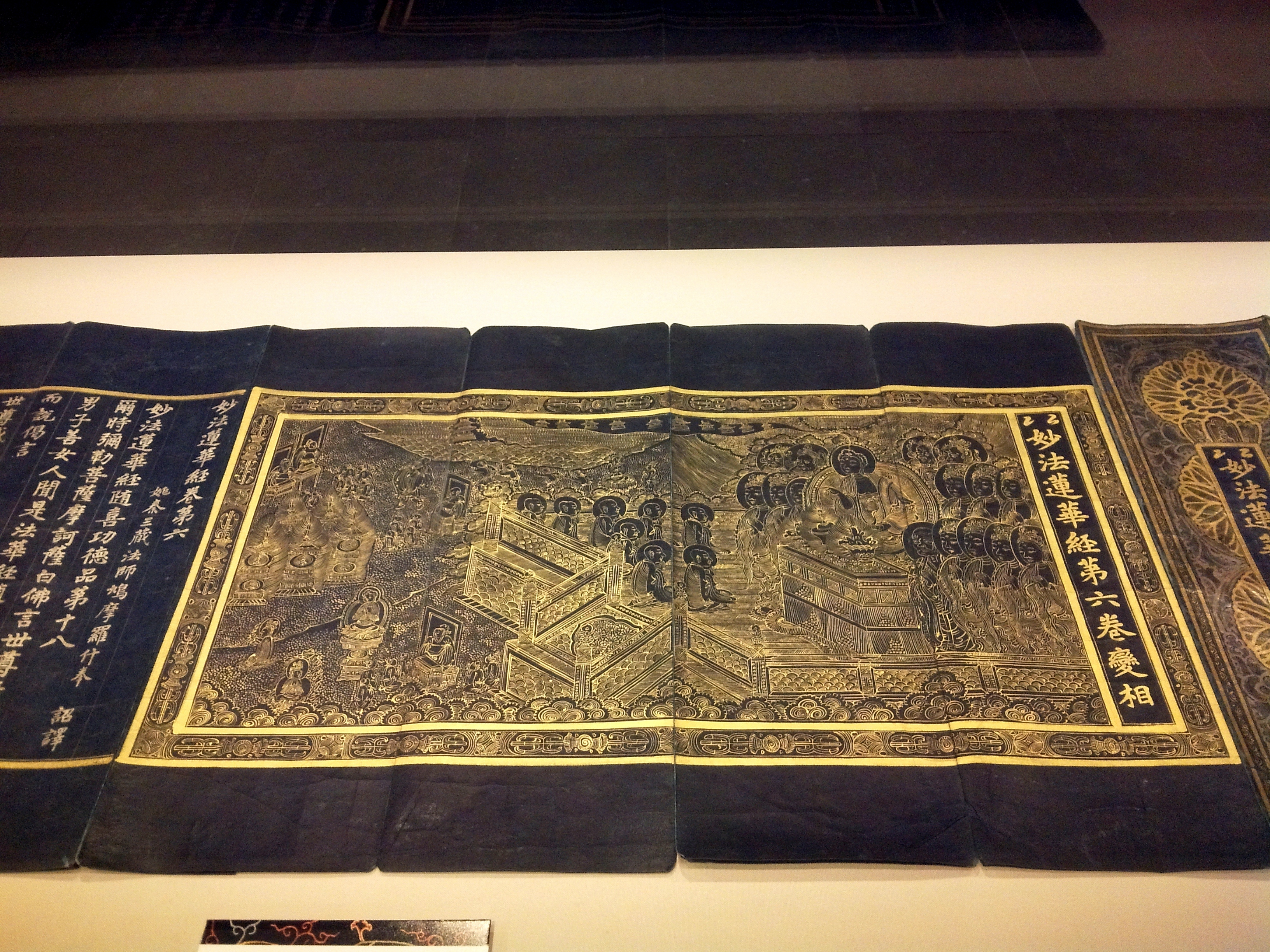
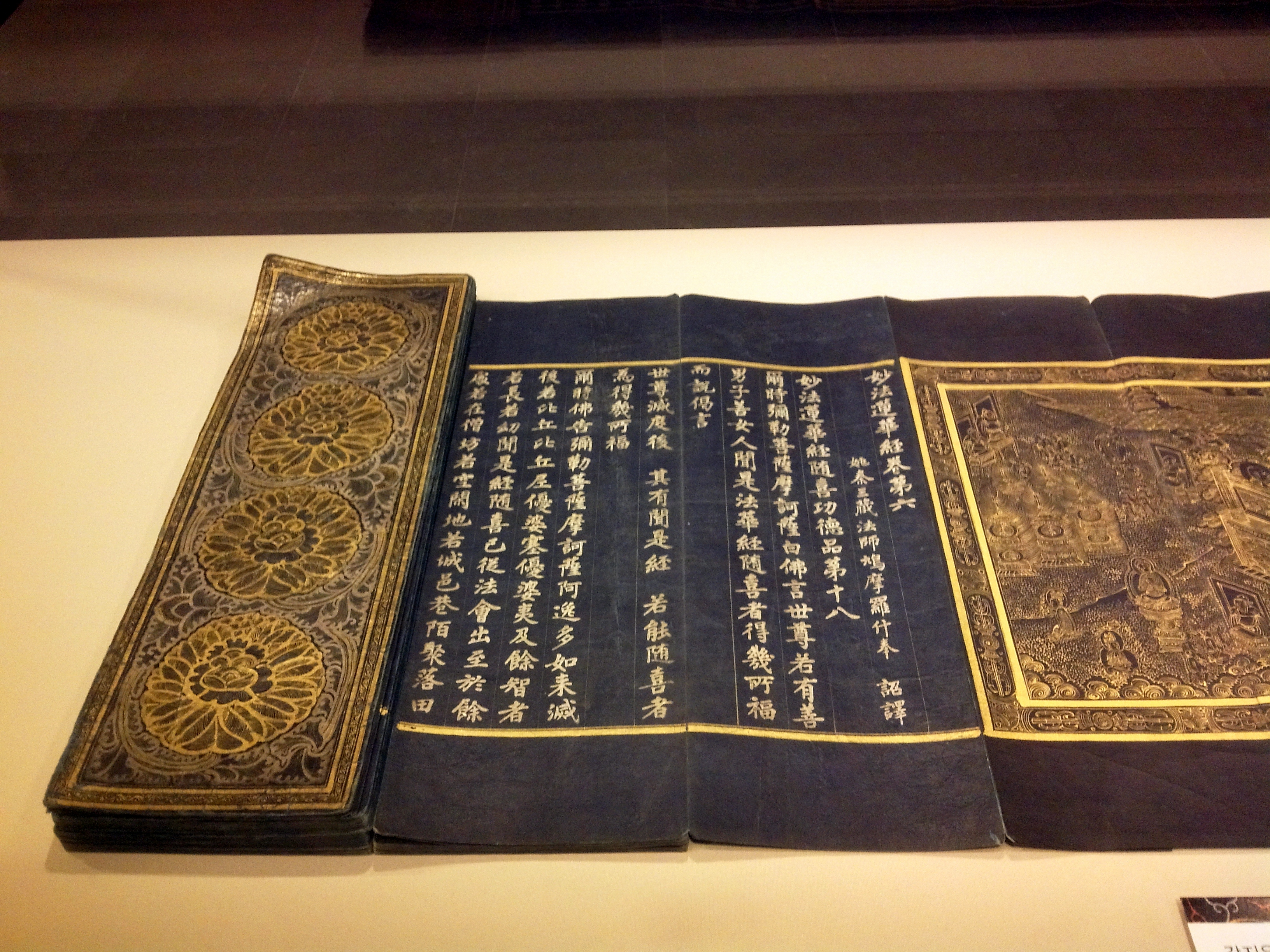